# Język asmat centralny
Język asmat centralny, także: jas (a. yas), manowee – język papuaski używany w prowincji Papua w Indonezji (kabupaten Asmat). Według danych z 1972 roku posługuje się nim 7 tys. osób.
C. L. Voorhoeve wyróżnił dialekty: kawenak, keenakap, keenok, sokoni. Spośród nich kawenak ma największą liczbę użytkowników. 
Według Ethnologue (wyd. 22) większa część społeczności nie zna innych języków, jednakże niektóre osoby posługują się indonezyjskim.
Jest zapisywany alfabetem łacińskim.